# Nicholas Ayache
Nicholas Ayache, né le 1er novembre 1958 à Paris , est un informaticien français membre de l'Académie des sciences.
Nicholas Ayache est directeur de recherche de classe exceptionnelle à l'Inria, centre Sophia Antipolis-Méditerranée,  premier directeur scientifique de l'Institut Hospitalo-Universitaire de Strasbourg (2012-2015) et professeur invité au Collège de France (2014),.

## Biographie
Nicholas Ayache est Ingénieur Civil de l’École Nationale Supérieure des Mines de Saint-Étienne (1980), titulaire d’un Master of Science de l’Université de Californie à Los Angeles (UCLA, 1981), d’un doctorat et d’une thèse D’état de l’Université de Paris Sud (1983 et 1988).
Il est directeur de recherche chez Inria (Institut national de recherche en informatique et mathématiques appliquées), où il anime l'équipe de recherche EPIONE,, dédiée au patient numérique et à la médecine numérique,. Depuis 2019, il est également le directeur scientifique de l'Institut Interdisciplinaire d'Intelligence Artificielle (3IA) de la Côte d'Azur
Il fut professeur invité au Collège de France, titulaire de la chaire annuelle d’Informatique et sciences numériques pour l’année académique 2013-2014.
Il fut chercheur invité au MIT et à Harvard en 2007.
Il fut le directeur scientifique de l’Institut Hospitalo-Universitaire (IHU) de Strasbourg (2012-2015).
Il est cofondateur et corédacteur en chef de la revue scientifique Medical Image Analysis (Elsevier, IF 5.36).

## Travaux de recherche
De 1981 à 1988, Nicholas Ayache a cherché à doter les robots autonomes de nouvelles capacités de vision artificielle (reconnaissance d'objets en vrac, vision stéréoscopique bi- et trinoculaire, navigation à partir de cartes visuelles),. Dès 1988, il a engagé des recherches pionnières dans le domaine de l’analyse informatique des images médicales, de la thérapie guidée par l'image, et de la simulation de chirurgie. Un point central de ses travaux est l'introduction de modèles géométriques, statistiques, physiques ou fonctionnels du corps humain pour l'analyse et la simulation des images médicales. Ses recherches actuelles portent sur l’introduction d’algorithmes d’intelligence artificielle pour guider le diagnostic, le pronostic et la prise en charge thérapeutique des patients à partir des images médicales et de l’ensemble des données disponibles sur le patient (cliniques, biologiques, comportementales, etc.).
Les travaux de recherche de Nicholas Ayache et de ses collaborateurs ont contribué de manière décisive au développement de la médecine numérique dans le monde.

## Principales publications
(février 2023).
1. Q Zheng, H Delingette, N Duchateau, and N Ayache. 3D Consistent & Robust Segmentation of Cardiac Images by Deep Learning with Spatial Propagation. IEEE Transactions on Medical Imaging, April 2018.
2. Chloé Audigier, T Mansi, H Delingette, S Rapaka, T Passerini, V Mihalef, MP Jolly, R Pop, M Diana, L Soler, A Kamen, D Comaniciu, and N Ayache. Comprehensive Pre-Clinical Evaluation of a Multi-physics Model of Liver Tumor Radiofrequency Ablation. Int J of Computer Assisted Radiology and Surgery, 2016.
3. Nicholas Ayache. Des images médicales au patient numérique, Leçons inaugurales du Collège de France. Collège de France / Fayard, 2015
4. Nikos Paragios, Jim Duncan, and Nicholas Ayache. Handbook of Biomedical Imaging: Methodologies and Clinical Research. Springer, 2015.
5. M. Lorenzi, X. Pennec, GB. Frisoni, and N. Ayache. Disentangling Normal Aging from Alzheimer's Disease in Structural MR Images. Neurobiology of Aging, 2014.
6. H. Lombaert, JM. Peyrat, P Croisille, S Rapacchi, L Fanton, F Cheriet, P Clarysse, I Magnin, H Delingette, and N Ayache. Human Atlas of the Cardiac Fiber Architecture: Study on a Healthy Population. IEEE Trans. on Medical Imaging, 2012
7. N. Ayache, H. Delingette, and M. Sermesant. Le cœur numérique personnalisé. Bulletin de l'Académie Nationale de Médecine, 195(8), 1855-1868, 2011.
8. N. Ayache, O. Clatz, H. Delingette, G. Malandain, X. Pennec, and M. Sermesant. Asclepios: a Research Project-Team at INRIA for the Analysis and Simulation of Biomedical Images. In Y. Bertot, G. Huet, J.-J. Lévy, and G. Plotkin, editors, From semantics to computer science: essays in honor of Gilles Kahn, pages 415-436. Cambridge University Press, 2009.
9. S Durrleman, X Pennec, A Trouvé, and N Ayache. Statistical Models on Sets of Curves and Surfaces based on Currents. Medical Image Analysis, 13(5):793-808, 2009.
10. T. Vercauteren, X. Pennec, A. Perchant, N. Ayache, Diffeomorphic demons: efficient non- parametric image registration, NeuroImage, 45(1), 2009.
11. X. Pennec, P. Fillard, N. Ayache, A Riemannian framework for tensor computing, International Journal of Computer Vision, 66 (1), 41-66, 2006.
12. V Arsigny, P Fillard, X Pennec, and N Ayache. Log-Euclidean Metrics for Fast & Simple Calculus on Diffusion Tensors. Magnetic Resonance in Medicine, 56(2):411-421, 2006.
13. O. Clatz, M. Sermesant, P.-Y. Bondiau, H. Delingette, S. Warfield, G. Malandain, N. Ayache, Realistic simulation of the 3-D growth of brain tumors in MRI coupling diffusion with biomech. deformation, IEEE Tr. on Medical Imaging, 24 (10), 1334-1346, 2005.
14. N. Ayache (dir., avec J-L. Lions et P. Ciarlet). Computational Models for the Human Body, Handbook of Numerical Analysis, 670 pages. Elsevier, 2004
15. N. Ayache. Artificial Vision for Mobile robots - Stereo-vision and Multisensor Perception. MIT-Press, 1991. 342 pages
16. N. Ayache. Vision Stéréoscopique et Perception Multisensorielle: Application à la robotique mobile. Inter-Editions (MASSON), 1989. 314 pages.

Il a publié 12 livres (dont 1 monographie) et plus de 400 articles. Il est le coauteur de 12 brevets.
Nicholas Ayache a dirigé (ou codirigé) les thèses de 80 doctorants qui ont pour la plupart un emploi dans le domaine de l’imagerie numérique, principalement médicale. Neuf de ses doctorants ont reçu un prix de thèse, dont deux second prix Gilles Kahn, un second prix Cor Baayen. 

## Prix et distinctions
- 2020 : Lauréat du International Steven Hoogendijk Award 2020[15].
- 2019 : Grand prix de la ville de Nice
- 2018 : Membre libre de l’Académie Nationale de Chirurgie[16]
- 2017 :  Chevalier de l'ordre des Palmes académiques
- 2015 : Médaille scientifique de l’Université de la Côte d’Azur
- 2014 : Membre de l’Académie des sciences[17]
- 2014 : Lauréat du Grand Prix Inria – Académie des sciences (25 000 €)[18]
- 2013 : Lauréat du Miccai 2013 Enduring Impact Prize (Nagoya, Japon)
- 2012 : Nommé Directeur scientifique de l’Institut Hospitalo-Universitaire de Strasbourg[19]
- 2011 : Lauréat du Conseil Européen de la Recherche ERC (2,5 Millions d’Euros)[20].
- 2009 : Élu Fellow de la société savante MICCAI (Londres)
- 2008 : Lauréat du Prix Microsoft[21] pour la science en Europe (250 000 €), attribué par la Royal Society (Londres) et l’Académie des sciences (Paris)[20].
- 2008 : Élu Fellow, American Inst. for Med. and Biol. Engin. (Nat. Acad. Sc., Washington DC). 2007 : Désigné Chercheur de l’année par le journal Le Nouvel Economiste
- 2006 : Lauréat du Prix des sciences de l'Information de la Fondation EADS (25 000 €)
- 2005 : Promu directeur de recherche de classe exceptionnelle, INRIA.
- 2001-2015 : 11 articles scientifiques récompensés par un prix (dont 6 conférences internationales majeures). 2003-2010 : 9 doctorants récompensés par un prix de thèse, dont 2 second prix Gilles Kahn, 1 second prix Cor Baayen Award.
- 1999 : Prix Laval Virtual pour l’introduction de la réalité virtuelle en chirurgie
- 1996 : ECCV Computer Vision Award pour le transfert vers l’industrie